# 摩頓·韋確斯
摩頓·韋確斯（丹麥語：Morten Wieghorst，1971年7月25日—）是一名前丹麥中場球員。他曾先後效力丹麥超級聯賽球會林比、邦比與蘇超球會登地和些路迪。現為英格蘭球會史雲斯助教，與前國家隊隊友並肩作戰。

## 國家隊生涯
1994年8月17日，丹麥主場友賽芬蘭，韋確斯下半場後備入替韋福特，並攻入奠勝一球，展開了其國家隊生涯。
韋確斯是1995年洲際國家盃冠軍隊成員。雖然並非正選，亦於對沙地阿拉伯的分組賽取得入球。
韋確斯最教人津津樂道的，乃於2003年代表國家B隊到香港參與的賀歲盃足球賽。在對伊朗的賽事，一名伊朗球員將球迷聲響誤認作球證半場鳴笛聲，於是在禁區內用手拾球。球證依例判罰十二碼。為保公平競賽原則，韋確斯在領隊摩頓·奧臣同意下，故意射失十二碼。 球隊最終以0:1見負。韋確斯得到了奧林匹克委員會的嘉許，獲頒2003年奧委會公平競技獎﹔同年，亦獲選為丹麥足球先生。

## 國家隊入球
所有比分以丹麥入球先行。
| # | 日期          | 場地               | 對手         | 入球 | 賽果 | 賽事                   |
| - | ------------- | ------------------ | ------------ | ---- | ---- | ---------------------- |
| 1 | 1994年8月17日 | 哥本哈根，丹麥     | 芬兰         | 2-1  | 2-1  | 友誼賽                 |
| 2 | 1995年1月8日  | 利雅德，沙地阿拉伯 | 沙烏地阿拉伯 | 2-0  | 2-0  | 1995年洲際國家盃       |
| 3 | 1999年9月8日  | 那不勒斯，意大利   | 義大利       | 2-2  | 3-2  | 2000年歐洲國家盃外圍賽 |

## 榮譽
球員時代:
林比
- 丹麥超級聯賽冠軍: 1991-92
- 丹麥盃冠軍: 1990

些路迪
- 蘇格蘭超級聯賽冠軍: 1997-98
- 蘇格蘭聯賽盃冠軍: 1998

邦比
- 丹麥超級聯賽冠軍: 2004-05
- 丹麥盃冠軍: 2003, 2005

丹麥國家隊
- 洲際國家盃冠軍: 1995

個人
- 丹麥足球先生: 2003
- 奧委會公平競技獎: 2003

教練時代:
北西蘭
- 丹麥盃冠軍: 2010, 2011